# ゆっくりMovieMaker
ゆっくりMovieMaker（ゆっくりむーびーめーかー）は饅頭遣いのおもちゃ箱で配布、開発しているゆっくり実況プレイ動画用の動画編集支援ソフトである。
主にニコニコ動画、YouTube等の動画投稿サイトにアップロードされているゆっくり実況動画の作成に使用されている。愛称は"YMM"である（以下ゆっくりMovieMakerを"YMM"と表す）。

## 概要
YMMが登場するまでは、セリフを専用ソフトで保存・動画編集ソフトにセリフを配置・字幕や背景などを配置・キャラクター配置などの作業を別々でする必要があった。それをYMMでは動画編集機能とセリフ生成機能（AquesTalkの霊夢・魔理沙などの合成音声）両方がアプリに内蔵されているため、ほぼ一つの作業で終わらせることができる。また、フリーウェアのため無料で使用することができる。
このソフトの主な機能となっているキャラ素材の仕様及びAviUtl用スクリプトはゆっくりMovieMaker独自の機能ではなく、ズーズ氏によってnicotalk用に製作されたものを使用していたが、YMM4/YMM4Liteでは独自機能となっている。
なお、後継となるゆっくりMovieMaker4が正式リリースされたので、今後YMM3の更新及びサポートは行われない。

## バージョン
| バージョン | 公式サポート | 対応キャラ素材スクリプト           | 詳細                                   | 最新バージョン | ダウンロードページ |
| ---------- | ------------ | ---------------------------------- | -------------------------------------- | -------------- | ------------------ |
| YMM1       | ✕            | 非対応                             |                                        | 1.0.5          | ダウンロード       |
| YMM2       | ✕            | ～Ver2e                            |                                        | 2.1.7.7        | ダウンロード       |
| YMM3       | ✕            | ～Ver4c                            | 過去の主流バージョン(Windows XP以上)   | 3.4.8.1        | ダウンロード       |
| YMM4       | 〇           | 非対応(「動く立ち絵」機能で代用可) | 現在の最新のバージョン(Windows 10以上) | 4.37.0.1       | ダウンロード       |
| YMM4 Lite  | 〇           | 非対応(「動く立ち絵」機能で代用可) | 現在の最新のバージョン(Windows 10以上) | 4.37.0.1 Lite  | ダウンロード       |

YMM1では「喋ってほしい文を入力すると、それに合わせて喋る」というこれ以降のバージョンの主なプログラムとなっている。次のバージョンであるYMM2のバージョンアップは内容が多く、字幕機能やキャラ素材連携、カット・倍速やゆっくりボイスの連携機能が強化されたのもYMM2からである。YMM3ではVOCALOIDとの連携・角度の変更・操作感の向上、元に戻す・やり直し機能などが主であったため、YMM1からYMM2ほどの大きな変更はなかった。
しかし現在最新となっているYMM4はAquesTalk10対応・CeVIO（トーク）専用API対応・VOICEVOXAPI対応・A.I.VOICE対応・CoeFont専用API対応・動画出力機能・倍速プレビュー・正確なプレビュー・64bit対応、フィルター機能、台本機能などと、YMM3から飛躍的に機能が強化されており、日々いろいろな機能が追加されている。その代わり、3にあったズーズ氏によるキャラ素材スクリプト機能は2022年2月現在無くなり、「動く立ち絵」という独自の機能が追加されている。
配布形式は、YMM3の場合ZIP形式・インストーラー形式の両対応。但しYMM4/YMM4Liteは、.NET Coreを利用する関係上、インストーラー版の配信は終了されており、ZIP版のみとなっている。

## 機能
動画・画像など様々なファイル形式に対応しており、それらで字幕や図形の追加、音声の追加、エフェクトの追加など簡単な編集を行うことができる。

### 対応ファイル
| ファイルの種類 | 拡張子                        |
| -------------- | ----------------------------- |
| 画像ファイル   | .bmp、.jpg、.jpeg、.png       |
| 音声ファイル   | .wav、.mp3                    |
| 動画ファイル   | .avi、.mp4、.wmv、.mpg、.mpeg |

| ファイルの種類                                     | 拡張子                                                              |
| -------------------------------------------------- | ------------------------------------------------------------------- |
| 画像ファイル                                       | .bmp、.jpg、.jpeg、.png、.gif、.svg 他                              |
| 音声ファイル                                       | .wav、.mp3 他                                                       |
| 動画ファイル                                       | .avi、.mp4、.wmv、.mov 他                                           |
| アニメーション画像ファイル                         | .gif、.webp（.webpはWindows 10 1809以降のみ対応） 他                |
| 拡張機能追加により対応するコーデック・ファイル形式 | AV1、HEVC(H.265)、MPEG2、VP9、Ogg Vorbis、Ogg Theora、HEIF、RAW画像 |

### 対応合成音声(YMM4,YMM4Liteのみ)
| サービス・ソフト名                                               | 備考 |
| ---------------------------------------------------------------- | --- |
| AquesTalk シリーズ                                               | AquesTalk1、 AquesTalk2、 AquesTalk10が利用可能。 営利利用の場合はライセンス購入が必要。 Liteには標準では搭載がされず、プラグインとしてインストールすることで利用可能になる。                                |
| VOICEVOX互換ソフトVOICEVOX・COEIROINK・LMLOID・SHAREVOX・ITVOICE | VOICEVOX 外部連携APIにより、YMMで音声生成が可能になった。 イントネーション調整も最新バージョンで変更可能。                                                                                                   |
| CoeFont                                                          | 外部連携APIにより、YMMから生成可能。 また、設定などをせずに、アリアル（通常、喜、怒、哀、楽）、ミリアル（通常）が利用可能。なお、これ以外の音声を利用する際は、CoeFontのLITEプラン以上に加入する必要がある。 |
| CeVIO AI / CeVIO Creative Studio 7                               | CeVIO AI、CeVIO Creative Studio 7のトークボイス全キャラに対応。 |
| A.I.VOICE,VOICEPEAK, CoeAvatar,よみてのれゐ                      | 外部連携APIにより、YMMから音声生成が可能。一部利用規約あり。利用する際は、公式サイトを確かめてください。 |

### 基本的な機能(YMM4,YMM4Liteのみ)
| 機能名               | 機能の内容・備考 |
| -------------------- | --- |
| セリフ生成           | ソフト内で合成音声を生成し、それに合わせてセリフを表示する機能。 主にゆっくり劇場系で使われる。 |
| アイテム             | 動画に表示される内容。合成音声とテキストのセット「セリフ」、喋るセリフに応じて絵が口パクする「立ち絵アイテム」、 テキストを表示する「テキスト」、設定した図形を表示する「図形」、 動画・画像・音声ファイルを表示、挿入する「動画」「画像」「音声」、 選択範囲をまとめて操作できる「グループ制御」、設定した範囲にエフェクトを挿入する「エフェクト」、画面全体をまとめて扱える「画面の複製」アイテムがある。 |
| アイテムのプロパティ | アイテムには、表示開始フレーム、表示の長さ、X座標、Y座標、拡大率、不透明度、回転度などを調整することができる。 さらに、調整可能な項目は、アニメーションスライダーを使い「直線移動」「加減速移動」「移動量指定」「ランダム移動」「反復移動」などの項目を使える。 例えば、X-250pxからX+250pxまでを移動させるなどができる。この項目にはイージングも選択可能。 また、上下のレイヤーと合わせて使うことができる「合成モード」や、上下のレイヤーにあるアイテムの形に切り取る「クリッピング」、一部項目にはフェードイン・アウトなどがある。 また、動画・音声アイテムには「速度」「エコー」などの項目がある。テキストには、文字列入力欄、文字サイズ、文字間隔、行間隔など、調整できる項目がある。 |
| エフェクト           | 画面上や音声などを加工することができる機能。 画面上なら「色反転」「ぼかし」など色調補正やぼかしを使える「加工」、「クロマキー」や「クリッピング」などの「合成」、「縁取り」や「影」などの「装飾」、 「画面外から登場退場」「ランダム移動」などの「登場退場」「アニメーション」、 音声なら「ビブラート」「音程」など、多彩なエフェクトがあり、一部はYMM4独自のエフェクトもある（exo出力非対応）。 |
| その他の機能         | プレビューの倍速再生、テンプレート登録、今プレビューしている画面の画像出力（これを使用してサムネイルを作ることが可能）などがある。 |

## 動作環境

### YMM3
- Windows XP 以上
- .NET Framework 4 以上
- DirectX9.0c 以上
- PixelShader2.0 / 3.0

### YMM4/YMM4Lite
- Windows 10 2004 以降(Windows 11にも対応した。)
- .NET Framework 4.7.2以上
- DirectX 11 / Shader Model 5.0 対応GPU
  - NVIDIA GeForce GTX 400 以降 （2010年以降）
  - Radeon HD5000 以降 （2010年以降）
  - Intel HD Graphics 2500 以降 （2012年以降）
  - DirectX10世代のGPUでは一部のエフェクトが機能しない

## AviUtlとの兼ね合い
YMM3までは自身で動画出力機能を持たないためAviUtl互換ファイル（.exo）を出力することによりAviUtl側で出力してもらっている。そのためYMMで動画編集をしたい場合AviUtlも必須となる。しかしYMM4/YMM4Liteからは自身で動画出力機能を持っているためAviUtlは必須でなくなった。

## YMM4とYMM4Liteの違い
通常のYMM4から、商用利用の際にライセンスの購入が必要になるAquesTalk1、AquesTalk2、AquesTalk10を取り除いた状態で配布しているバージョン。但し、別途プラグインをインストールすることで、各AquesTalkを利用できるようになる。
AquesTalkをインストールしたYMM4Liteを営利利用する場合、AquesTalkの音声を利用していない状態であってもインストールしているAquesTalkの使用ライセンスを購入する必要がある。